# 安德烈亚斯·弗格勒
安德烈亚斯·弗格勒（德語：Andreas Vogler；1964年1月15日—）是一名瑞士建筑师、设计师和艺术家。2014年，他创立了安德烈亚斯·弗格勒工作室。

## 早年生活和教育
安德烈亚斯·弗格勒出生于瑞士巴瑟尔。他一开始在大学学习艺术历史和文学，后于Alinea AG担任室内设计师。1988年至1994年，他在苏黎世联邦理工学院学习建筑学，亦在美国罗德岛设计学院以交换生身份修习了一个学期。

## 事业
1995年，弗格勒在杜塞尔多夫的Ingenhoven Architects工作，1995年至1996年转至Richard Horden Associates（现更名为Horden Cherry Lee Architects）；他在慕尼黑技术大学成为了Richard Horden教授研究所的教学和研究助理。他在那里教授微架构，且发起并领导了几个航空航天建筑设计项目，主要研究国际空间站是否宜居。在此期间，弗格勒发表了几篇关于空间建筑的论文；2003年至2005年，他在哥本哈根美术学院的建筑学院担任客座教授，负责预制房屋的研究；2004年他在香港大学任教。2005年至2006年，他成为了代尔夫特理工大学Concept House研究小组的成员。
弗格勒在众多国际会议上发表过演讲，主题涉及航空航天建筑、技术转让和建筑可持续性，同时他亦主持了各种相关的研讨会。2008年，他同意大利建筑师维托里（Vittori）一起在罗马大学与威尼斯建筑大学教授了一门工业设计本科课程。他亦是巴伐利亚建筑元、德意志工艺联盟、德国建筑师联合会和美国航天航空学会的成员。

## 建筑与愿景
2002年，弗格勒开始根意大利建筑师阿尔图罗·维托里（Arturo Vittori）展开合作，并于2003年，他们建立了一家国际和跨专业的建筑设计公司，名为“建筑与愿景”（Architecture and Vision），主要研究航天和地面领域的创新解决方案和技术转让。2006年，他们的作品极端环境帐篷被纽约現代藝術博物館永久收藏；同年，芝加哥科学与工业博物馆择弗格勒作为 “达芬奇：人，发明家，天才”（Leonardo da Vinci: Man, Inventor, Genius）展览中的“现代达芬奇”；2007年，芝加哥科学与工业博物馆收藏了他们所设计的充气实验室模型MoonBaseTwo，该实验室旨在让人类在月球上进行长期探索；同时，巴黎的蓬皮杜中心展出了他们设计的火星探测加压漫游车“MarsCruiserOne”（为“Airs de Paris”展览的一部分）。2011年，“AtlasCoelestisZeroG”雕塑于国际空间站揭幕。

## 安德烈亚斯·弗格勒工作室
2014年1月，弗格勒成立了一家位于德国慕尼黑的国际公司，主要从事建筑、交通与设计，命名为安德烈亚斯·弗格勒工作室。安德烈亚斯·弗格勒工作室参加了英国铁路的“明天的列车设计”交通比赛，并于2015年4月8日入围了决赛。他们的设计“AeroLiner3000”获得了多项设计奖项。